# 三方协商促进实施国际劳工标准公约
三方协商促进实施国际劳工标准公约（英語：Tripartite Consultation (International Labour Standards) Convention）是1976年6月21日第六十四国际劳工大会通过的一项公约，又称1976年三方协商（国际劳工标准）公约，是国际劳工组织第144号公约(C144)。公约于1978年5月16日生效。

## 内容
公约第二条规定缔约国应运用各种程序保证国际劳工组织活动的有关事宜在政府、雇主和工人代表之间的有效协商。
第三条确保了雇主和工人在协商机构的平等地位（相对于政府）。
第五条列出公约规定程序的协商事项：
1. 政府对国际劳工大会议程项目调查表的答复和对供大会讨论的拟议文本的建议；
2. 向主管机关，或各主管机关提交公约和建议书时所提出的建议；
3. 对未批准的公约和尚未生效的建议书的再审查，以考虑如何促进其实施或批准；
4. 向国际劳工局提交的报告之相关问题；
5. 对已批准公约的解约建议。

## 批准情形
截至目前，已有153个国家批准该公约。公约于1990年11月2日对中国生效。